# Expedición al Tíbet de Ernst Schäfer

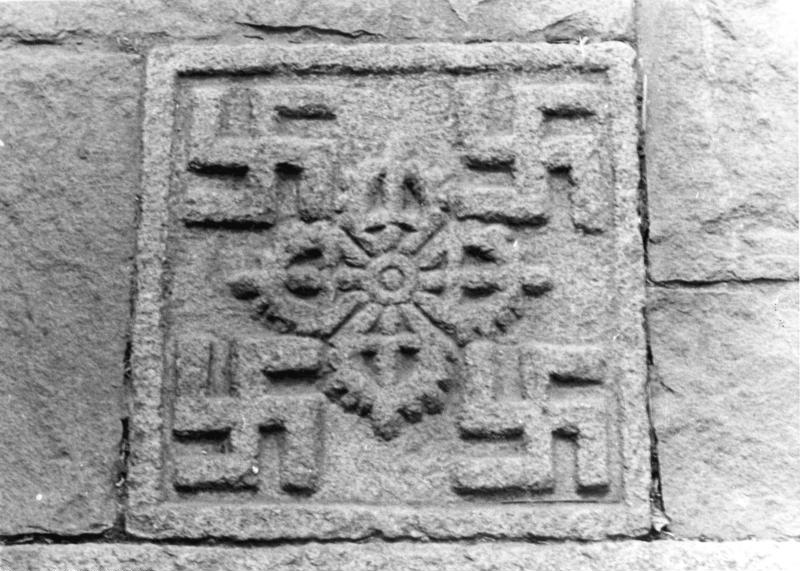
Esvásticas sobre un relieve tibetano en una fotografía tomada por la expedición de Schäfer de 1938 patrocinada por la Ahnenerbe. Los nazis buscaron pruebas en esta región que apoyase sus teorías pseudocientíficas de una relación con la «raza aria».

La expedición al Tíbet de Ernst Schäfer, dirigida por este naturalista alemán, tuvo lugar entre abril de 1938 y mayo de 1939 y fue una de varias realizadas en este país asiático por encargo de la organización Ahnenerbe, con el objetivo de realizar investigaciones diversas sobre la geografía, etnografía y fauna y flora del Himalaya, pero también de tipo seudocientífico, en busca de indicios que confirmasen las teorías impulsadas por la doctrina racista nazi y otras relacionadas con la afición por el ocultismo y el esoterismo de las autoridades del Tercer Reich alemán. Este aspecto y su carácter secreto han alimentado numerosas conjeturas y teoría sobre sus detalles y fines, inspirando a autores de diversas obras literarias de tipo fantástico.

## Historia

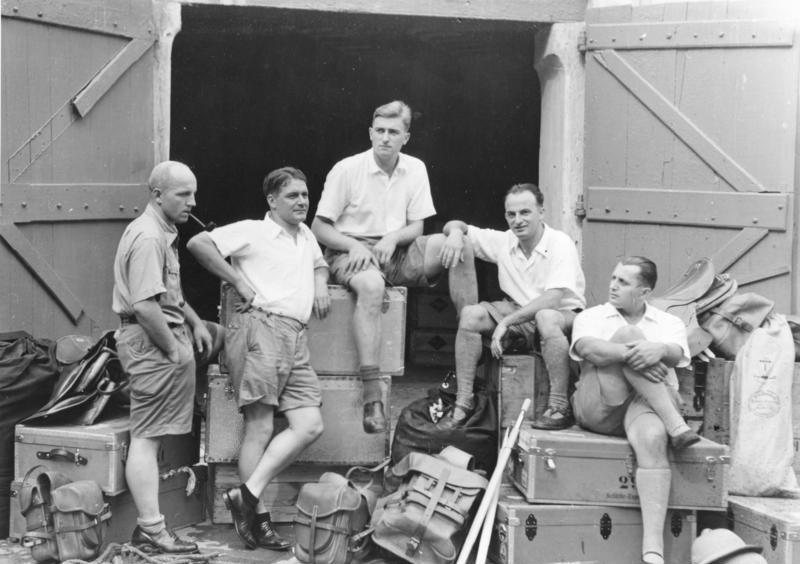
Expedicionarios en Calcuta, en 1938. De izquierda a derecha, Karl Wienert, Ernst Schäfer, Bruno Beger, Ernst Krause y Edmund Geer.

La expedición estaba liderada por Schäfer, quien ya había visitado la región en viajes anteriores, y compuesta por otros cuatro expertos, Karl Wienert, Bruno Beger, Ernst Krause y Edmund Geer, que partieron del puerto de Génova el 21 de abril de 1938, junto con una escolta de varios SS. Alcanzaron la capital del entonces Tíbet independiente, Lhasa, a principios de 1939. Durante sus dos meses de estancia en la ciudad prohibida, en el por entonces complejo contexto político creado por la ausencia en designar a un dalái lama y el choque de intereses entre China, el Imperio británico y el Imperio japonés, la expedición emprendió, con el recelo de Schäfer, gestiones de tipo diplomático en vistas del establecimiento de relaciones entre las autoridades tibetanas y el Tercer Reich, y en concreto sobre los detalles de un posible suministro de armas. Mientras, progresaron los numerosos trabajos de campo, documentando y recopilando muestras de la fauna y flora del Himalaya, explorando su geografía, o tomando datos sobre la población tibetana. El antropólogo de la RuSHA, una de las secciones SS, Bruno Beger, fue el encargado de supervisar las investigaciones en su vertiente racial y ocultista.

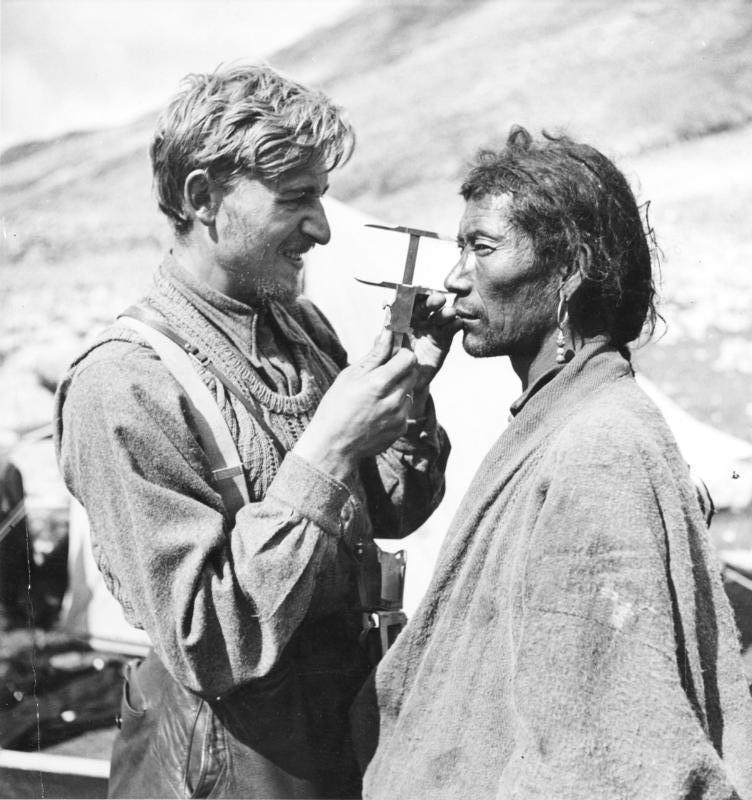
El antropólogo y SS-Hauptsturmführer Bruno Beger mientras realiza la craneometría de un hombre tibetano.

Las noticias del empeoramiento de la situación política en Europa decidieron el regreso, desbaratando los planes diplomáticos. Sin embargo, Beger había recopilado datos antropométricos de cerca de 400 personas mientras que Schäfer, experto cazador, guardó un depósito de más de 300 pieles. Entre también el extenso material documental y fotográfico recopilado, se encontraban diversos ejemplares de textos antiguos, como una edición completa de 108 volúmenes del Kanjur, y otras del Mándala, luego conservados en los archivos de la Ahnenerbe y que aparecieron en el búnker del Reichstag.
La expedición alcanzó Alemania el 4 de agosto de 1939, en vísperas del comienzo de la Segunda Guerra Mundial, siendo homenajeados por las autoridades y reconocidos por la propaganda y la prensa. Schäfer recibió el Totenkopfring, una distinción personal de Himmler, siendo promovido a la dirección del Instituto de Investigaciones para Asia Interior de la SS- Ahnenerbe, Forschungsstätte für Innerasien und Expeditionen im Ahnenerbe der SS, mientras que Beger, incorporado a la estructura militar de la SS, desempeñó funciones como experto de razas asiáticas durante la guerra. Ambos serían procesados por los aliados luego de la guerra, pero mientras Schäfer pudo alegar en su implicación, Beger fue condenado por su participación en caso de la llamada colección de cuerpos del doctor August Hirt.
Coincidiendo con la salida de los alemanes, en mayo de 1939 alcanzó el Tíbet otra expedición secreta enviada por el Gobierno japonés. El amplio material fotográfico sirvió para la realización del film Geheimnis Tibet de 1943.